# Hungersnot in der Sahelzone

Lage der Sahelzone in Afrika

Die Hungersnot in der Sahelzone in den 1970er- und 1980er-Jahren war die Folge von Dürre, betraf etwa 50 Millionen Menschen und führte zum Tod von schätzungsweise einer Million Menschen.

## Ursachen

Niederschlags-Statistik seit 1900.

Die Dürre war sowohl auf natürliche als auch auf menschengemachte Faktoren zurückzuführen. So gibt es in der Sahelzone natürliche Klimaschwankungen, in deren Rahmen die jährlichen Regenfälle zuweilen weitgehend ausfallen können. Zu den menschlichen Einflüssen zählen das Abholzen der Wälder, Überweidung und Übernutzung der landwirtschaftlichen Nutzflächen. Dies verschärfte das Problem der Wüstenbildung (Desertifikation). Ein weiterer Grund für die Hungersnöte in der Sahelzone ist, dass immer mehr Heuschrecken in Schwärmen in die Zone einfallen und die Felder abgrasen.
Daneben wird seit dem zwanzigsten Jahrhundert auch das Phänomen der Globalen Verdunkelung als mögliche Mitursache betrachtet. Dieses Phänomen wird durch die Luftverschmutzung in Europa und Nordamerika ausgelöst und führt zu verstärkter Wolkenbildung, aber zugleich zu geringerer Verdunstung und damit zu verringerten Niederschlägen.

## Auswirkungen
Die Hungersnot in der Sahelzone hatte weitreichende Folgen. So verließen zahlreiche Menschen als Umweltflüchtlinge die betroffenen Länder und zogen in weiter südlich gelegene, niederschlagsreichere Länder wie die Elfenbeinküste. Generell nahm die Landflucht innerhalb der betroffenen Länder zu, was auch zu Veränderungen im traditionellen sozialen Gefüge führte.

### Die Hungersnot in Darfur/Sudan
Die Hungersnot in den 1980er-Jahren – insbesondere in den Jahren 1984 und 1985 – wird von manchen als eine der Ursachen des heutigen Darfur-Konflikts in der Region Darfur im Westen des Sudan angesehen. Dort führten Dürre und Hungersnot zu einer Verschärfung des Kontrastes zwischen  „arabischen“, nomadischen Viehzüchtern und sesshaften schwarzafrikanischen Ackerbauern im Konkurrenzkampf um knappe natürliche Ressourcen.

### Regierungswechsel
In Niger trug die Hungersnot 1974 zum Sturz des ersten Staatspräsidenten, Hamani Diori – dem Korruption und ineffizienter Umgang mit internationaler Hilfe vorgeworfen wurde –, durch Seyni Kountché bei.
Auch in Mali, Mauretanien und Tschad kam es zu Regierungswechseln, die unter anderem durch die Dürre und Hungersnot und die daraus folgende Unzufriedenheit bedeutender Teile der Bevölkerung begünstigt wurden.